# Auguste Blondeau
Pour les articles homonymes, voir Blondeau.
Pierre-Auguste-Louis Blondeau, né à Paris le 15 octobre 1786 (la date donnée est souvent celle du 15 août 1784) et mort le 14 avril 1863 à Montargis à l'âge de 76 ans, est un compositeur, violoniste, théoricien et historien de la musique français.

## Biographie
Fils de Jean-Claude Blondeau, violoniste et compositeur, il est l'élève de Pierre Baillot.
Auguste-Louis Blondeau obtient une mention au prix de Rome en 1807 et en 1808 il obtient le premier grand prix de Rome en composition musicale, avec sa cantate Marie Stuart ; il réside à la villa Médicis à Rome de 1809 à 1811.

## Compositions
- Trois Quatuors d'après les sonates pour piano de Beethoven de l'Opus 2[4],[5]

## Publications
- Voyage d'un musicien en Italie (1809-1812), précédé des observations sur les théâtres italiens, par Auguste-Louis Blondeau et Joël-Marie Fauquet, Éditions Mardaga, 1993[6]  (ISBN 2870095031)

## Discographie
- Quatuors à cordes d'après Beethoven - Quatuor Ad Fontes (février 2004, Alpha 072)